# سیارک ۱۹۲۳۴
سیارک ۱۹۲۳۴ (به انگلیسی: 19234 Victoriahibbs، نامگذاری:1993VC1) نوزده هزار و دویست و سی و چهارمین سیارک کشف شده‌است که در ۹ نوامبر ۱۹۹۳ کشف شد.
قدر مطلق سیارک برابر ۱۸.۶ است.